# Lukáš Fujerik
Lukáš Fujerik (9 dicembre 1983) è un ex calciatore ceco, di ruolo centrocampista.

## Carriera
Comincia la carriera nel Tescoma Zlín, nel 2005 passa in prestito al Vítkovice, dove rimane una stagione. Terminato il prestito torna al Tescoma Zlín,  nel quale resta fino al 2008, anno in cui passa al Jablonec. Nel 2009 viene acquistato dallo Slovácko.